# ساي ليانغ
ساي ليانغ (بالإنجليزية: Leung Chun-ying)‏ (و. 1954  م) هو حاصر كميات، وسياسي، وقاضي صلح ‏ صيني، ولد في هونغ كونغ، وهو عضوٌ في مجلس هونغ كونغ التنفيذي (1 يوليو 2012–30 يونيو 2017)، ومجلس هونغ كونغ التنفيذي (1 يوليو 1999–3 أكتوبر 2011).

## مناصب
تولى منصب Vice Chairperson of the Chinese People's Political Consultative Conference ‏ (منذ 13 مارس 2017)، ورئيس هونغ كونغ التنفيذي (1 يوليو 2012–30 يونيو 2017)، وConvenor of the Non-official Members of the Executive Council ‏ (1 يوليو 1999–3 أكتوبر 2011)، وعضو في اللجنة الوطنية لجمهورية الصين الشعبية، وعضو دائم في اللجنة الوطنية للمؤتمر الاستشاري السياسي للشعب الصيني.

## التعليم
تعلم في جامعة غرب إنجلترا، في تخصص مقياس القيمة، وإدارة الممتلكات (1974–1977)، وجامعة هونغ كونغ المتعددة التكنولوجية، في تخصص مسح (1971–1974)، وKing's College, Hong Kong ‏ (1966–1971).

## جوائز
حصل على جوائز منها:
- وسام غراند باوهينيا (الصين)
- نجمة بواهينيا الذهبية  [لغات أخرى]‏.

## روابط خارجية
- ساي ليانغ على موقع مونزينجر (الألمانية)